# إيوانيس هاتزيسارانتوس
إيوانيس هاتزيسارانتوس (مواليد 21 يناير 1948) هو مبارز بالسيف يوناني، مثّل بلاده في الألعاب الأولمبية الصيفية 1972.

## روابط رياضية
إيوانيس هاتزيسارانتوس على موقع أوليمبيديا (الإنجليزية)